# Alcudia de Monteagud
Alcudia de Monteagud er en by og kommune i det sydøstlige Spanien i provinsen Almería. Den har et indbyggertal på 128 (2024) indbyggere.